# Onthophagus xiphias
Onthophagus xiphias là một loài bọ cánh cứng trong họ Bọ hung (Scarabaeidae).